# چک ۱۴ ام‌بی
چک ۱۴ ام‌بی (به انگلیسی: Chak Fourteen MB) یک روستا در پاکستان است که در ناحیه خوشاب واقع شده‌است.